# Bruneck
Bruneck (italià Brunico, ladí Bornech) és un municipi italià, dins de la província autònoma de Tirol del Sud. És un dels municipis del vall de Pustertal. L'any 2007 tenia 14.537 habitants. Limita amb els municipis de Gais, Kiens, Mareo, Olang, Percha, St. Lorenzen, Pfalzen i Rasen-Antholz.

## Situació lingüística
| Pertinença lingüística (cens 2001) | 83,14% alemany |
| Pertinença lingüística (cens 2001) | 14,91% italià  |
| Pertinença lingüística (cens 2001) | 1,35% ladí     |

## Administració
| Període | Identitat                    | Partit |
| ------- | ---------------------------- | ------ |
| 2004-   | Christian Tschurtschenthaler | SVP    |

## Galeria d'imatges

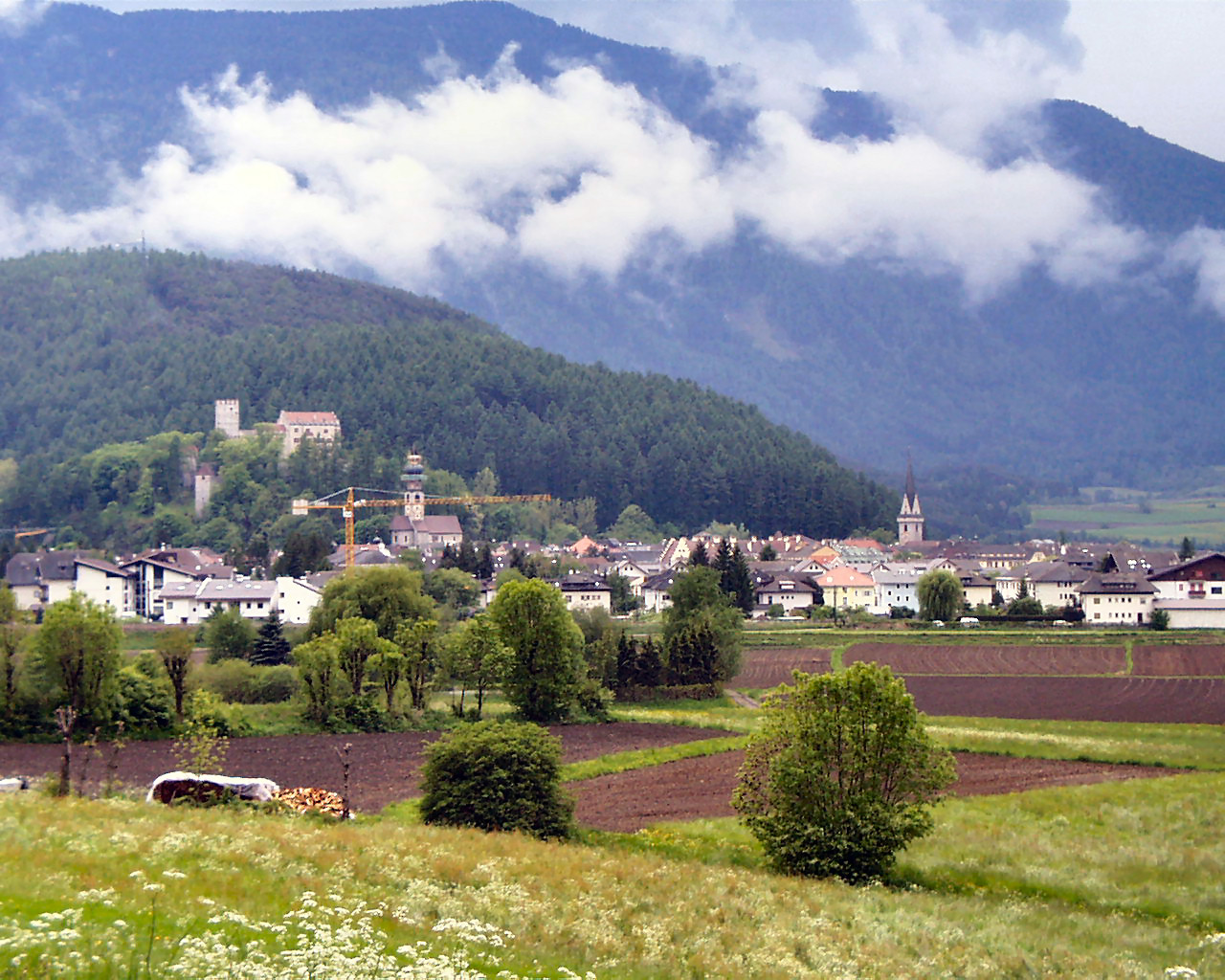
Vista de Bruneck
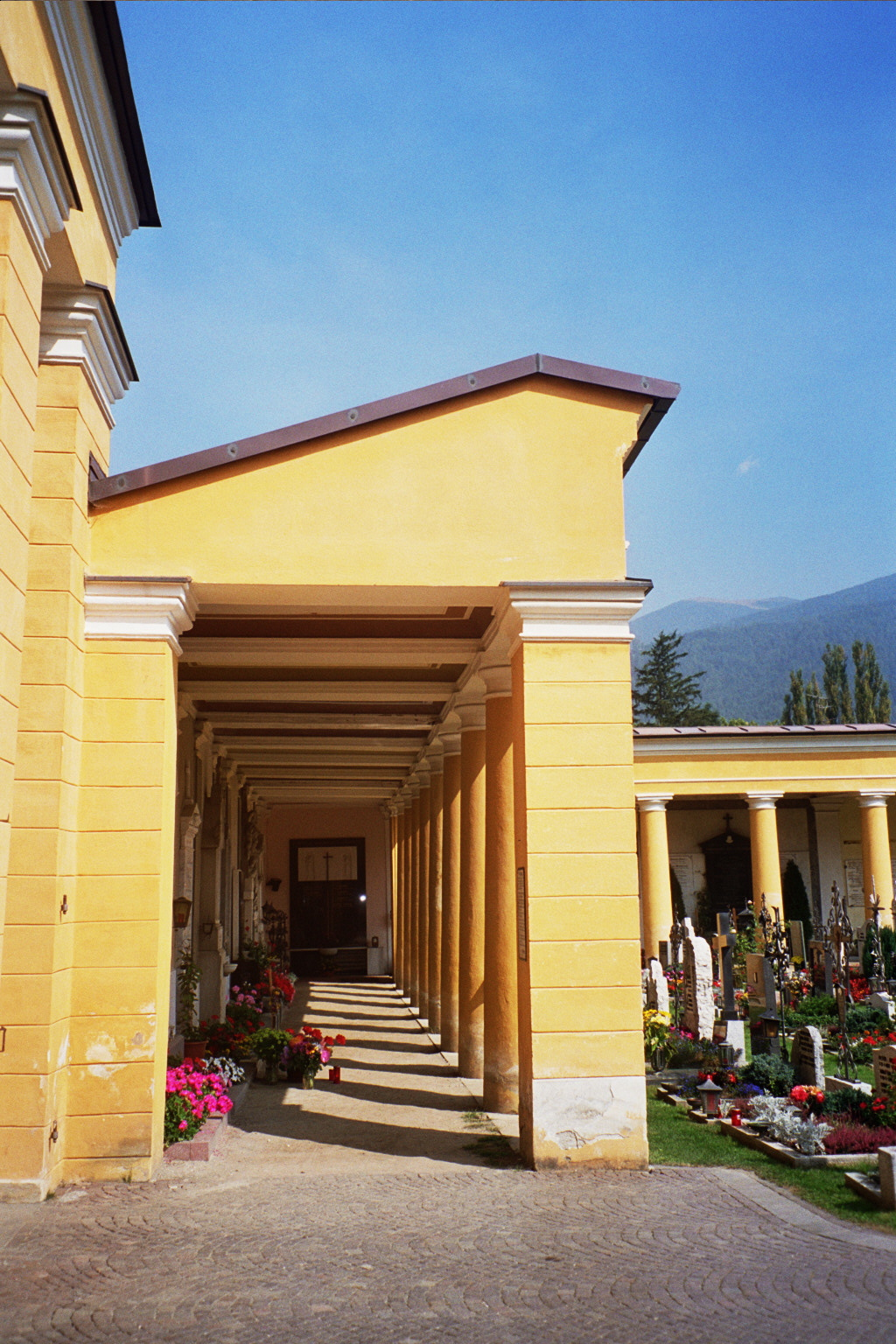
Cementiri de Bruneck
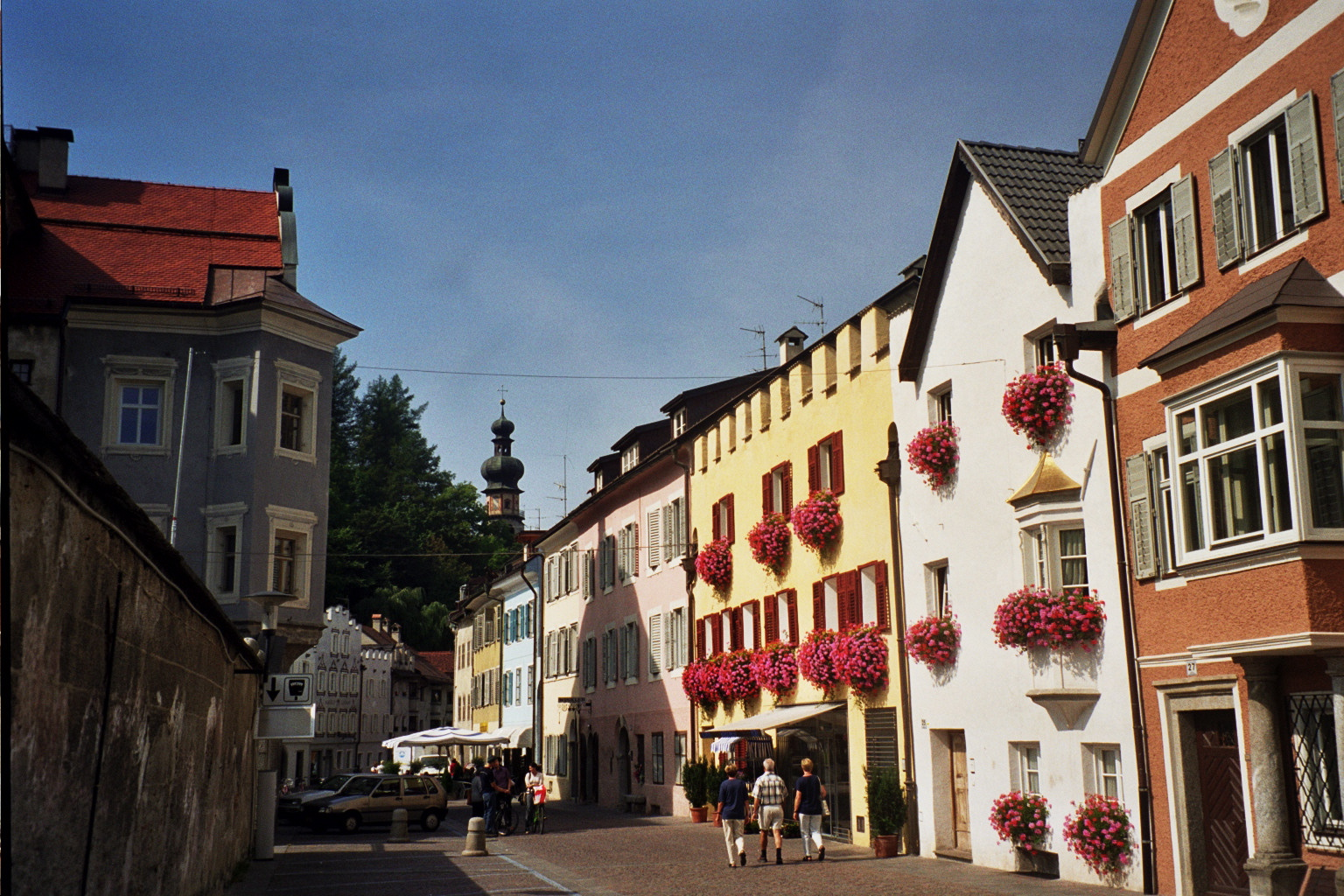
Una via de Bruneck
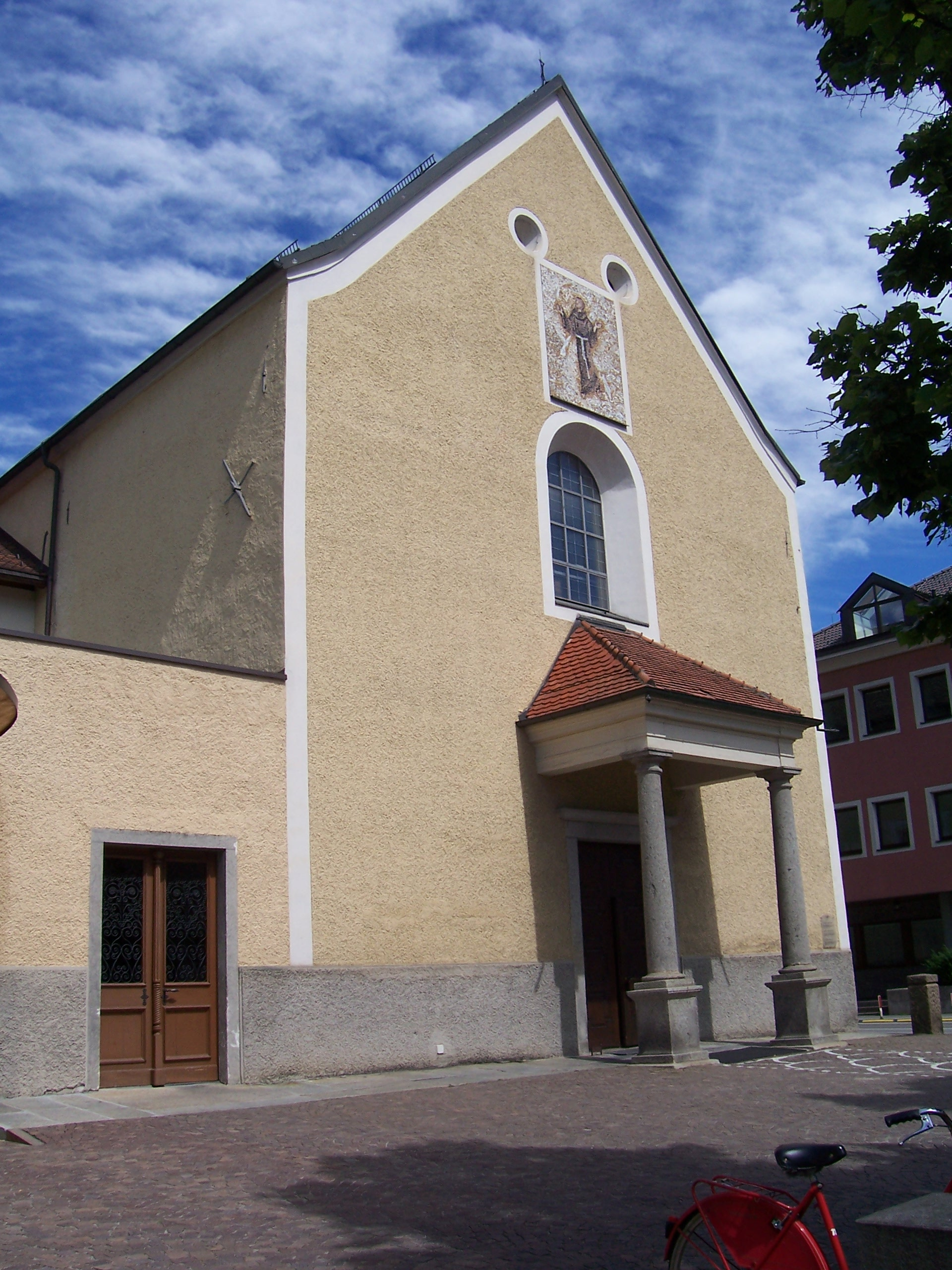
Església dels caputxins
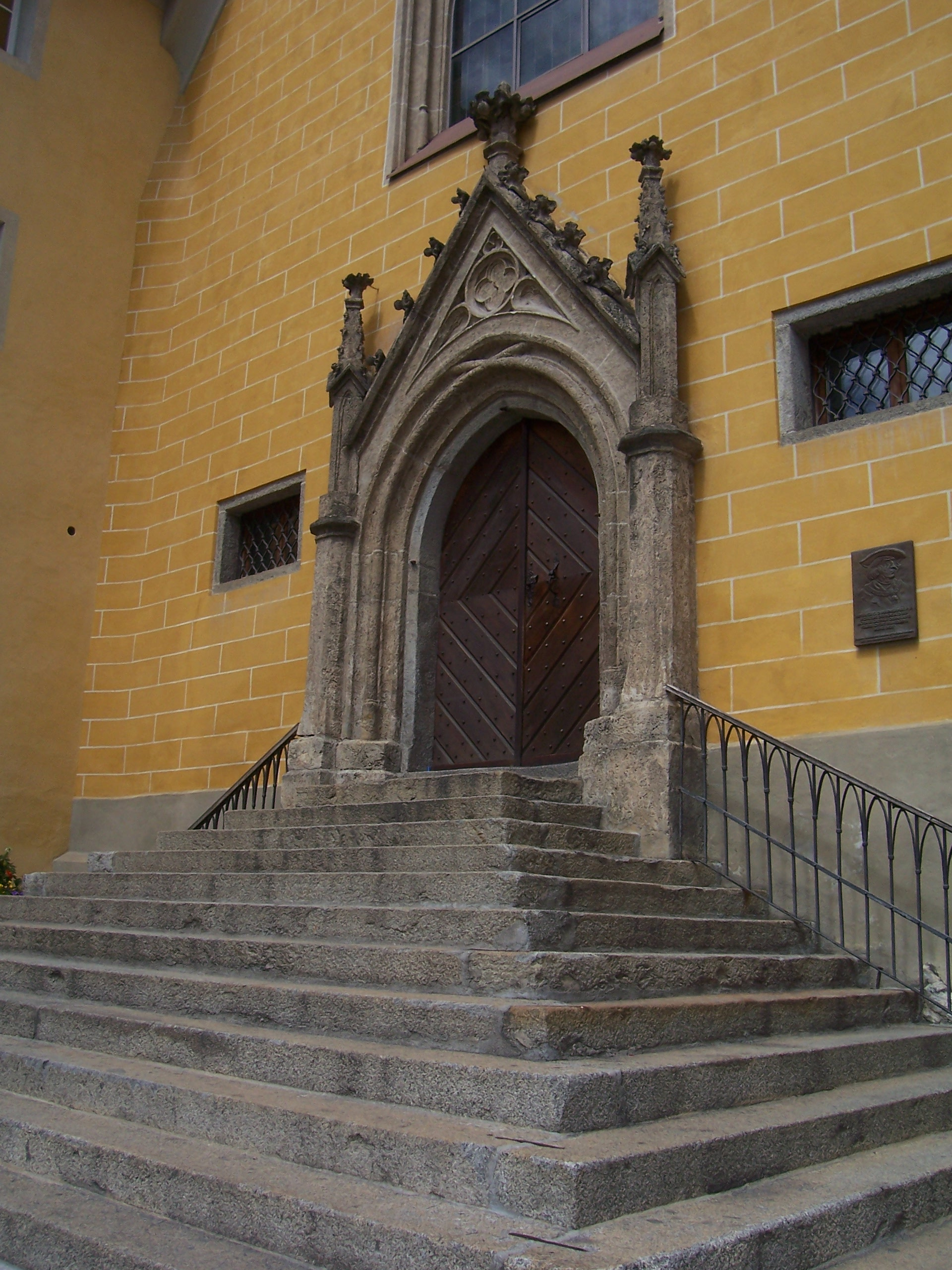
Escalinata de l'església de les Ursilines
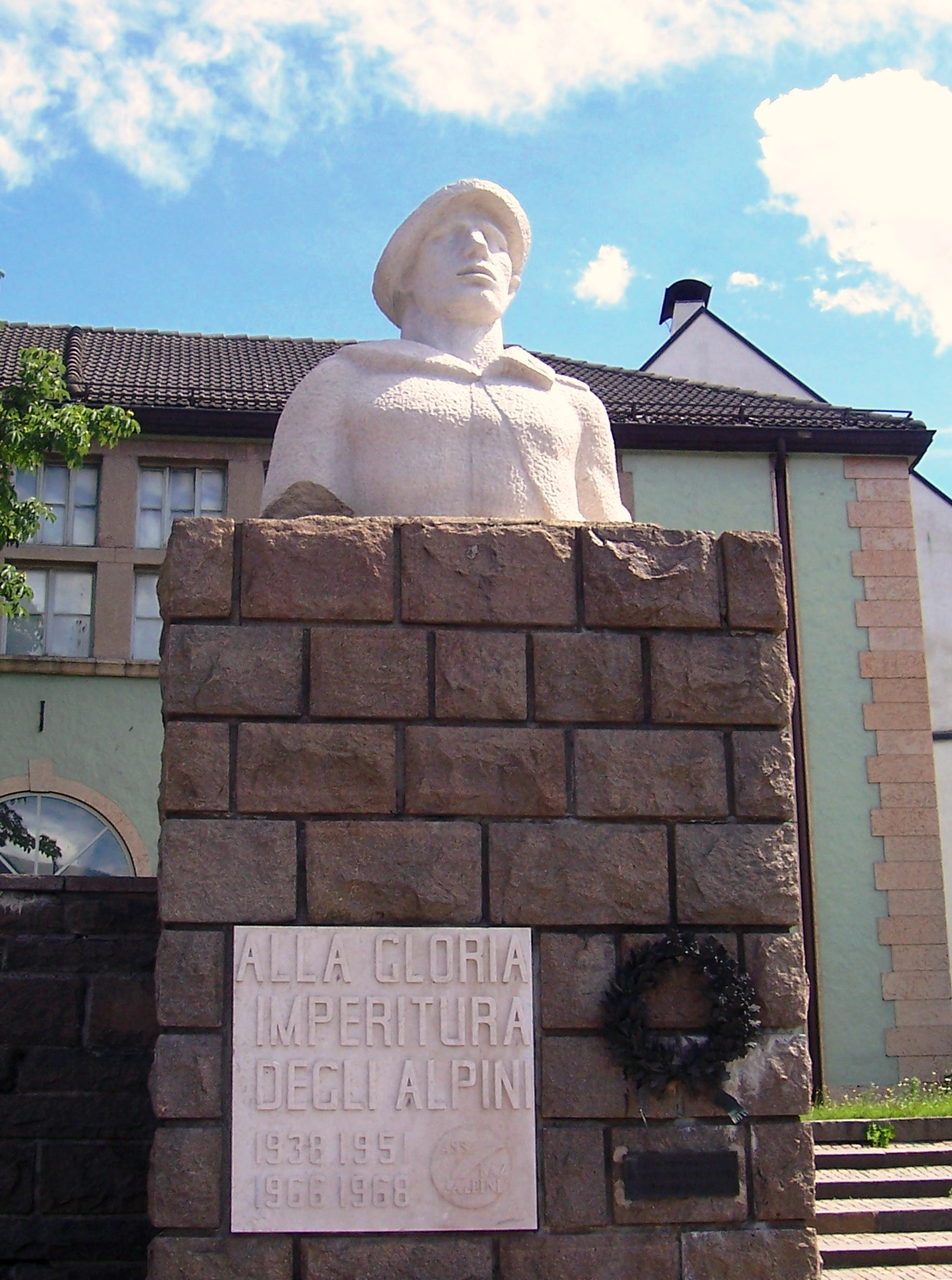
El monument als alpinistes

Territori comunal